# Pavonia (Schiff)
Die Pavonia war ein 1882 in Dienst gestelltes Passagierschiff der britischen Reederei Cunard Line, das im Liniendienst auf der Route Liverpool–Queenstown–New York sowie nach Boston eingesetzt wurde. Das Schiff wurde 1900 zum Abbruch nach Italien verkauft.

## Geschichte
Das 5.588 BRT große Dampfschiff Pavonia wurde in Clydebank auf der Werft J. & G. Thomson, dem Vorgänger von John Brown & Company, gebaut und lief am 3. Juni 1882 vom Stapel. Sie war das zuletzt fertiggestellte von drei Schwesterschiffen. Die anderen beiden waren die Catalonia (Bj. 1881) und die Cephalonia (Bj. 1882). Das 131,2 Meter lange und 14,1 Meter breite Schiff war aus Eisen gebaut, hatte einen geraden Steven, eine Schornstein, drei Masten mit der Takelage einer Bark und einen einzelnen Propeller.
Die Pavonia hatte drei Decks und ihr Rumpf war mittels Schotten in elf wasserdichte Abteilungen aufgeteilt. Die zweizylindrigen Verbunddampfmaschinen leisteten 4500 PSi und ermöglichten eine Höchstgeschwindigkeit von 14 Knoten (25,9 km/h). Der Dampfer war mit sechs Dampfkesseln der Marke Fox ausgestattet. Es gab acht Rettungsboote auf dem Oberdeck und zwei weitere auf dem Achterdeck, die allesamt in Davits hingen.
Wie auch die beiden Schwesterschiffe konnte die Pavonia 200 Passagiere in der Ersten und 1500 in der Dritten Klasse befördern. Der Speisesaal der Ersten Klasse war fast zehn Meter lang, erstreckte sich über die gesamte Schiffsbreite und wurde von einem Oberlicht aus Buntglas gekrönt. Die Kabinen waren geräumig, hell und mit je zwei Rettungsbojen versehen. Den Passagieren standen zudem ein Schreibsalon, ein Rauchsalon, ein Musiksalon mit einem Klavier und ein Promenadendeck zur Verfügung.
Am 13. September 1882 legte die Pavonia unter dem Kommando von Kapitän Alexander McKay in Liverpool zu ihrer Jungfernfahrt über Queenstown nach New York ab, wo sie am 24. September einlief. Am 18. Oktober 1882 dampfte das Schiff erstmals über Queenstown nach Boston. Am 23. Februar 1884 lief sie zu ihrer 13. und vorerst letzten Fahrt nach New York aus und wurde fortan nur noch im Boston-Service eingesetzt. Am 19. Januar 1892 wurde sie von dem HAPAG-Dampfer Rhaetia in den Hafen von Boston geschleppt, weil während der Fahrt die Schraubenwelle gebrochen war. Am 18. Februar 1899 lief sie in einem beschädigten Zustand die Azoren an und musste ins Schlepp genommen werden, um Liverpool zu erreichen.
Nach der Reparatur lief die Pavonia am 29. August 1899 letztmals von Liverpool über Queenstown nach New York aus. Es folgten zwei Einsatzfahrten als Truppentransporter im Burenkrieg, wonach das Schiff zum Abbruch nach Italien verkauft wurde und zu diesem Zweck am 23. September 1900 in Genua eintraf.